# شبه الاستیسیته
در علم مواد ، شبه الاستیسیته ، که گاهی اوقات سوپرالاستیسیته نامیده می‌شود، یک پاسخ الاستیک (برگشت پذیر) به یک تنش اعمال شده‌است. در اثر تبدیل فاز بین فاز آستنیتی که یک دگرشکل فلزی و غیرمغناطیسی از آهن و یا یکی از آلیاژهای آن است و نیز مارتنزیتی که با یک تبدیل بدون پراکندگی و برشی آستنیت در فولادها شکل می‌گیرد؛ یک کریستال ایجاد می‌شود. این مورد در آلیاژهای حافظه‌دار به نمایش گذاشته می‌شود.

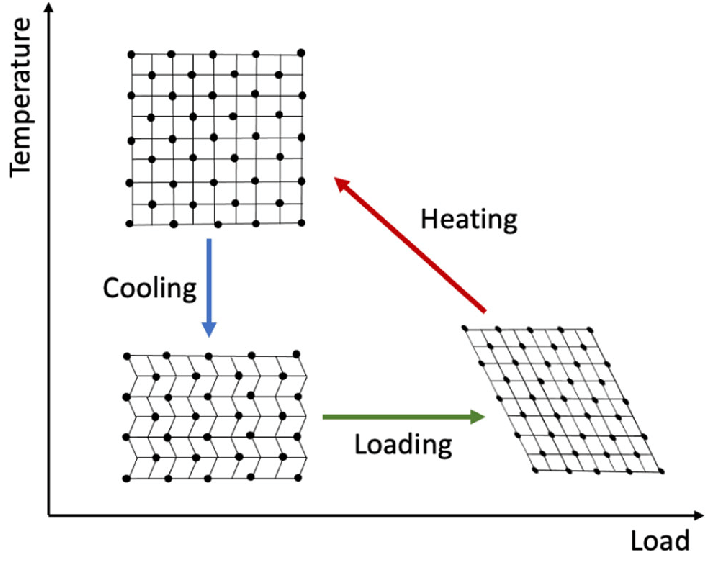
تغییرات بار برحسب دما

## نمای کلی
شبه الاستیسیته ناشی از حرکت برگشت‌پذیر مرزهای دامنه در طول تبدیل فاز است، و تنها کشش پیوند یا ایجاد نقص در شبکه کریستالی نیز موجب تشکیل آن نمی‌شود. بنابراین فوق الاستیسیته حقیقی نبوده و شبه الاستیسیته است. حتی اگر مرزهای دامنه پین شوند، ممکن است از طریق گرما و حرارت معکوس شده، که نشان می‌دهد یک ماده شبه الاستیک پس از حذف کرنش‌های اعمال شده به نسبت زیاد نیز، ممکن است به شکل اولیه خود (حافظه شکلی) بازگردد. یک مورد خاص از شبه الاستیسیته، مطابقت باین نام دارد. این شامل تبدیل فاز آستنیت/مارتنزیت بین یک شبکه کریستالی صورت محور (FCC) و یک ساختار کریستالی چهارضلعی بدن محور (BCT) است. 

### آستنیت و مارتنزیت
آستنیت (به انگلیسی: Austenite) یک دگرشکلی فلزی و غیر-مغناطیسی از آهن یا یک محلول جامد از آهن و یک ماده آلیاژی دیگر است. تبدیل فاز آن زمانی اتفاق می‌افتد که با حرارت دادن آهن یا آلیاژهای آن با رسیدن به دمای مورد نظر ساختار کریستالی‌اش تغییر کند.
مارتنزیت (به انگلیسی: Martensite) فازی است که با یک تبدیل بدون پراکندگی، و برشی آستنیت در فولادها شکل می‌گیرد و ساختار اصلی فولادهای سخت شده‌است. واکنش مارتنزیتی در هنگام خنک شدن شروع می‌شود. زمانی که آستنیت به دمای شروع مارتنزیت می‌رسد، آستنیت مادر به‌طور مکانیکی ناپایدار می‌شود.
یکی از تفاوت‌های فازهای آستنیت و مارتنزیت این است که مارتنزیت دارای ساختار بلوری مکعب مستطیلی مرکز بدنی (BCT) است، در حالی که آستنیت دارای ساختار مکعب مربعی مرکز وجهی (FCC) است. انتقال بین این دو ساختار نیاز به انرژی فعال‌سازی حرارتی بسیار کمی دارد، زیرا این یک تبدیل بدون پراکندگی است که منجر به بازسازی ظریف اما سریع موقعیت اتمی می‌شود.

### آلیاژ حافظه‌دار
آلیاژهای شبه‌الاستیک متعلق به خانواده بزرگتری از آلیاژهای حافظه دار هستند. هنگامی که این آلیاژ به صورت مکانیکی بارگذاری می‌شود، با ایجاد یک فاز ناشی از تنش به طور برگشت‌پذیر به کرنش‌های بسیار بالا (تا 10٪)  تغییر شکل می‌دهد. زمانی که بار برداشته می شود، فاز جدید ناپایدار شده و ماده شکل اولیه خود را به دست می‌آورد. بر خلاف آلیاژهای حافظه دار، در این نوع آلیاژ هیچ تغییر دمایی برای بازیابی شکل اولیه نیاز نیست. در واقع تغییر شکل یا دگرشکلی (به انگلیسی: Deformation) در علم مواد، به تغییر شکل یا اندازه یک جسم با توجه به نیروی اعمال شده (انرژی تغییر شکل در این مورد از طریق کار منتقل می‌شود) یا تغییر در درجه حرارت (انتقال انرژی از طریق گرما) گفته می‌شود.
دستگاه‌های فوق الاستیک دارای ویژگی‌های خاصی همچون تغییرشکل‌های بزرگ و برگشت‌پذیر هستند و شامل آنتنها ، فریم های عینک و استنتهای زیست‌پزشکی می‌شوند.
نیکل تیتانیوم (نیتینول) نمونه ای از آلیاژهای دارای خاصیت فوق الاستیسیته است. از ویژگی‌های خاص این آلیاژ می‌توان به اثر حافظه شکل (SME) و سوپر الاستیک بودن آن اشاره‌کرد. حافظه دار بودن، توانایی نیتینول برای تغییر شکل در یک درجه سانتیگراد است و سپس شکل اولیه خود را پس از گرم کردن تا بالای دمای تحول، بازیابی می‌کند. سوپرالاستیسیتی در یک محدوده کوچک دما، بالای دمای تبدیل آن اتفاق می‌افتد. در این حالت، حرارتی برای بازیابی حالت بی‌شکل لازم نیست، و مواد انعطاف‌پذیری فوق‌العاده‌ای دارند که حدوداً ۱۰ تا ۳۰ برابر فلز معمولی است.

### تنش و کرنش
در مکانیک محیط‌های پیوسته، تَنِش یا اِسترِس (به انگلیسی: Stress) مقداری فیزیکی است. تنش، نیروهای داخلی ای را نشان می‌دهد که ذرات یک ماده پیوسته در مجاورت با یکدیگر وارد می‌کنند. تنش در واقع به عنوان نیرویی در محدوده ای کوچک در واحد سطح آن محدوده، برای همه جهت‌گیری‌های آن تعریف شده‌است که از یک مقدار فیزیکی اساسی (نیرو) و یک مقدار هندسی خالص (مساحت) ناشی می‌شود. همچنین تنش مقداری اساسی مانند سرعت، گشتاور یا انرژی است که بدون در نظر گرفتن صریح ماهیت ماده یا دلایل فیزیکی به وجودآورنده آن، اندازه‌گیری و تجزیه و تحلیل می‌شود.
کُرنِش (به انگلیسی: Strain) در فیزیک، به تغییر شکل نسبی یک ماده در پاسخ به تنش اعمال شده اشاره‌دارد. این عنصر میزان تغییر طول، حجم یا شکل یک جسم را نسبت به اندازه اولیه‌اش اندازه‌گیری می‌کند. این تغییر شکل می‌تواند کششی (افزایش طول)، فشاری (کاهش طول) یا برشی (تغییر شکل زاویه‌ای) باشد. با دانستن کرنش یک ماده در پاسخ به تنش‌های مختلف، می‌توان رفتار مکانیکی آن را پیش‌بینی کرده و از شکست یا تغییر شکل ناخواسته نیز جلوگیری کرد. 

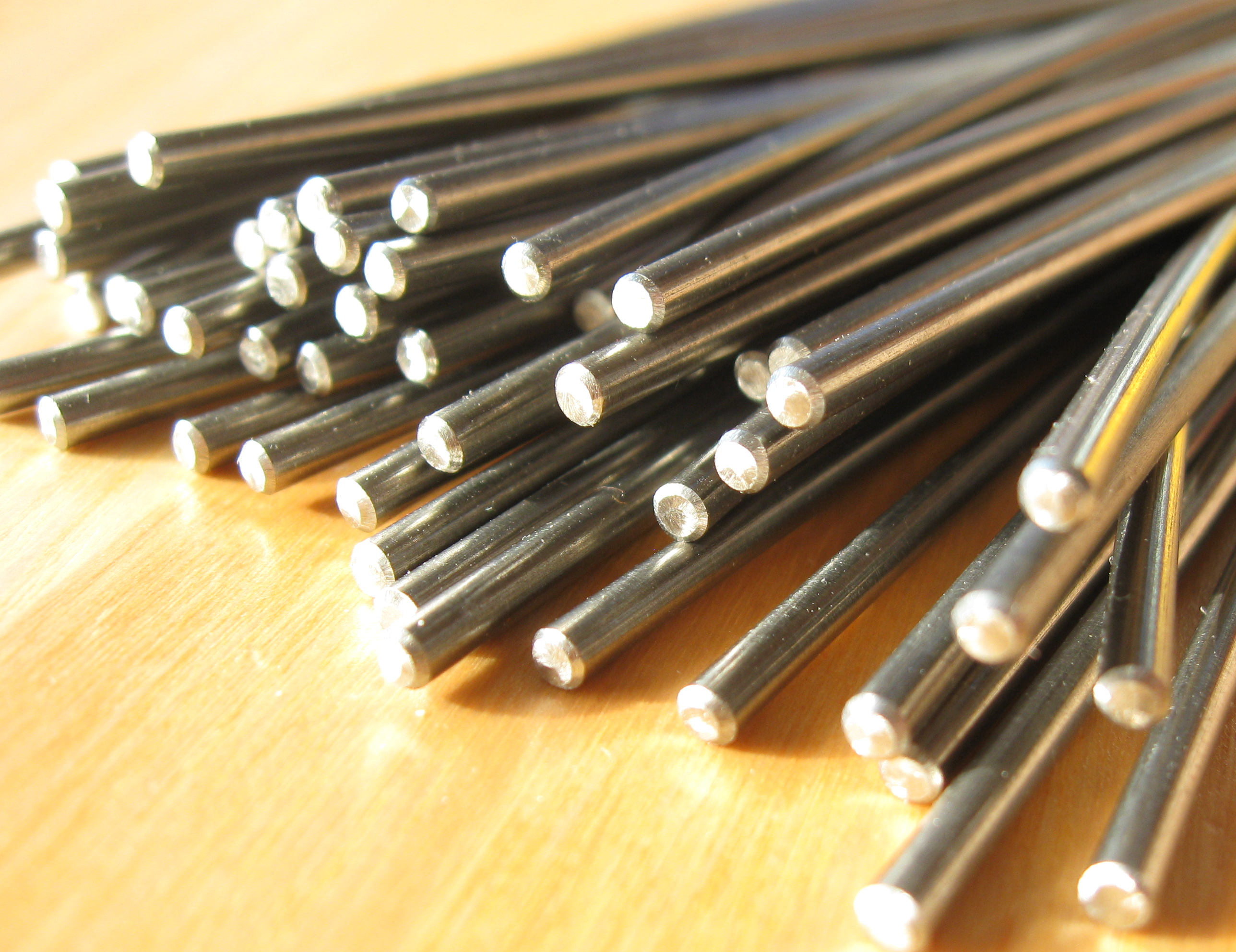
نیتینول

## جلوه‌های اندازه
اخیراً علاقمندی‌هایی در زمینه مواد دارای خاصیت فوق الاستیسیته در مقیاس نانو برای کاربرد MEMS (سیستم‌های میکروالکترومکانیکی) نشان داده شده‌است. توانایی کنترل تبدیل فاز مارتنزیتی نیز قبلا گزارش شده‌است.  اما مشاهده شده که رفتار فوق الاستیسیته دارای اثرات اندازه در مقیاس نانو است. 
فناوری نانو، گسترش، تولید و استفاده از ابزار و موادی است که ابعادشان در حدود ۱ تا ۱۰۰ نانومتر بوده و شامل مواد شیمیایی هستند که بدون تغییر ویژگی اصلی، از جمله افزایش قدرت واکنش شیمیایی یا توانایی هدایت در مقیاس بسیار کوچک تولید می‌شوند.
از نظر کیفی سوپرالاستیسیته با تبدیل فاز، دارای قابلیت تغییرشکل به‌صورت برگشت‌پذیر بوده که در این زمینه با تغییرشکل پلاستیک که توسط جابجایی غیرقابل برگشت است، رقابت می‌کند. در مقیاس نانو، چگالی نابجایی و مکان‌های احتمالی منبع فرانک-رید به شدت کاهش می‌یابد؛ بنابراین تنش تسلیم با کاهش اندازه منبع فرانک-رید، افزایش می‌یابد. موادی که رفتار فوق الاستیسیته را در مقیاس نانو نشان می‌دهند، در چرخه طولانی‌مدت تکامل مضر کمتری دارند.  از سوی دیگر، تنش بحرانی برای رخ دادن تبدیل فاز مارتنزیتی، به دلیل کاهش مکان‌های ممکن برای شروع هسته‌زایی، افزایش می‌یابد. هسته‌زایی یا جوانه‌زنی به تشکیل هستهٔ بلوری جدید در محلول فوق اشباع‌شده در طی فرایند تبلور می‌گویند. این فرآیند معمولاً در نزدیکی نابجایی یا در عیوب سطحی شروع می‌شود. اما برای مواد در مقیاس نانو، چگالی نابجایی تا حد زیادی کاهش‌یافته و سطح نیز معمولاً از نظر اتمی صاف است. بنابراین، تبدیل فاز مواد در مقیاس نانو دارای فوق الاستیسیته معمولاً همگن بوده که منجر به تنش بحرانی بسیار بالاتر می‌شوند.  به طور خاص، برای زیرکونیا که دارای سه فاز است، رقابت بین تبدیل فاز و تغییر شکل پلاستیک وابسته به جهت‌گیری است،  که نشان دهنده وابسته بودن جهت گیری به انرژی فعال‌سازی نابجایی و هسته‌زایی است. بنابراین، برای مواد در مقیاس نانو که مناسب فوق الاستیسیته هستند، در مورد جهت گیری کریستالی بهینه و زبری سطح، برای بیشترین اثر فوق الاستیسیته نیز باید تحقیق کرد.

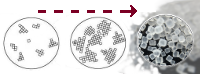
هسته‌زایی

## لینک های خارجی
- DoITPoMS Teaching and Learning Package: "Superelasticity and Shape Memory Alloys"